# 石井健太郎 (棋士)
石井健太郎（1992年4月13日—）是日本將棋聯盟的一位日本將棋選手，他是所司和晴的弟子，棋士番号是293。石井健太郎畢業於日本大学經濟学部產業經營学科。